# Gmina Kotor Varoš
Gmina Kotor Varoš (serb. Општина Котор Варош / Opština Kotor Varoš) – gmina w Bośni i Hercegowinie, w Republice Serbskiej. W 2013 roku liczyła 18 361 mieszkańców.